# ТУРБО Пес
Турбо Пес (англ. T.U.F.F. Puppy) — американський мультсеріал, створений Бутчем Гартманом для телеканалу Nickelodeon. Прем'єра відбулася 2 жовтня 2010 року. Прем'єра в Україні відбулася 6 квітня 2013 року на каналі «QTV». В Україні поки що був двічі показаний перший сезон, тобто перші 20 серій. 

## Сюжет
Мультсеріал розповідає про пса Дадлі, що працює з напарницею Кітті в шпигунському агентстві під назвою Т.У.Р.Б.О (T.U.F.F). Мета команди шпигунів полягає у забезпеченні безпеки міста Петрополіс від лиходіїв з агенства D.O.O.M.

## Персонажі

### Члени Т.У.Р.Б.О
Пес Дадлі (Dudley Puppy) — головний герой. Живе із мамою. Не носить штани (в серії «Мамогедон» було показано що у нього є труси). Часто місії провалювалися саме через нього. Не любить піцу без сиру та овочі. Має суперчутливий нюх. Він боїться стоматолога і грози. У нього в крові — заривати речі в землю, ганятися за білками і готувати домашній соус. Коли він нервує, то кусає себе за хвіст. Його усипляють мотоцикли. Обожнює Віллі Водманта (пародія на Віллі Вонку.) Об'єднує в собі найкращі якості решти собак: нюх шукачки, швидкі лапи борзої. Також у нього є гени козла, і гени казахського тобета.
Кітті Кітсвелл (англ. Kitty Katswell) — кішка із добрими інстинктами, не може утримати рівновагу без вусів. Напарниця Дадлі. Вільно володіє 120 діалектами і всіма видами бойових мистецтв. Муркоче, коли приходить красивий розносчик води. Боїться губити шерсть на людях. Вона провела 8 років в секретному коледжі для агентів. Фанатка Джастіна Тімбервульфа (пародія на Джастіна Тімберлейка). В 12 років носила брекети. Не вміє танцювати.
Кесвік (Keswick) — на перший погляд собака, але в серії «Т.У.Р.Б.О. тостер» виявилося, що Кесвік — невідомий науці звір. У нього є зябра, перетинчасті лапи, сумка і в цій серії він зніс яйце.
Шеф Герберт Дамбровський (Chef Herbert Dumbrowski) — блоха, голова агенції Т.У.Р.Б.О. Носить перуку, має вставну щелепу, механічну ногу та періодично страждає від втрати пам'яті. В молодості був найкращим агентом.

## Список серій
- Список серій мультсеріалу «Т.У.Р.Б.О. Пес»